# Crucifix peint (Giovanni da Rimini, Talamello)
Le Crucifix peint de Giovanni da Rimini de Talamello  est un crucifix peint a tempera et or sur panneau de bois, réalisé en 1300 et conservé en l'église San Lorenzo à Talamello.

## Description
Longtemps attribué à Giotto, présent à Rimini en 1300, le crucifix est finalement attribué à Giovanni da Rimini.
Le crucifix peint est conforme aux représentations monumentales du Christ en croix de l'époque, à savoir le Christ sur la croix en position dolens (souffrant) : 
- le corps tombant,
- le ventre proéminent débordant sur le haut du périzonium,
- la tête aux yeux clos penchée touchant l'épaule,
- les côtes saillantes,
- les plaies sanguinolentes,
- les pieds superposés.

Sur un fond bleu foncé derrière le corps du Christ,  les extrémités de forme rectangulaires comportent trois figures de saints :
- Tabellone en cimaise : Le Christ rédempteur bénissant et dessous, titulus rouge à l'inscription INRI effacée.
- Tabellone de gauche : Sainte Marie mère de Dieu.
- Tabellone de droite : Saint Jean

Il existe deux autres versions du crucifix du même auteur :
- Crucifix peint (Giovanni da Rimini, Rimini)  conservé au musée de Rimini,
- Crucifix peint (Giovanni da Rimini, Mercatello sul Metauro)